# Dušan Herda
Dušan Herda (Jacovce, 15 de julho de 1951) é um ex-futebolista profissional eslovaco que atuava como defensor.

## Carreira
Dušan Herda fez parte do elenco da Seleção Checoslovaca de Futebol, na Euro de 1976.

## Títulos
- Eurocopa: 1976